# Abdul Wali Khan

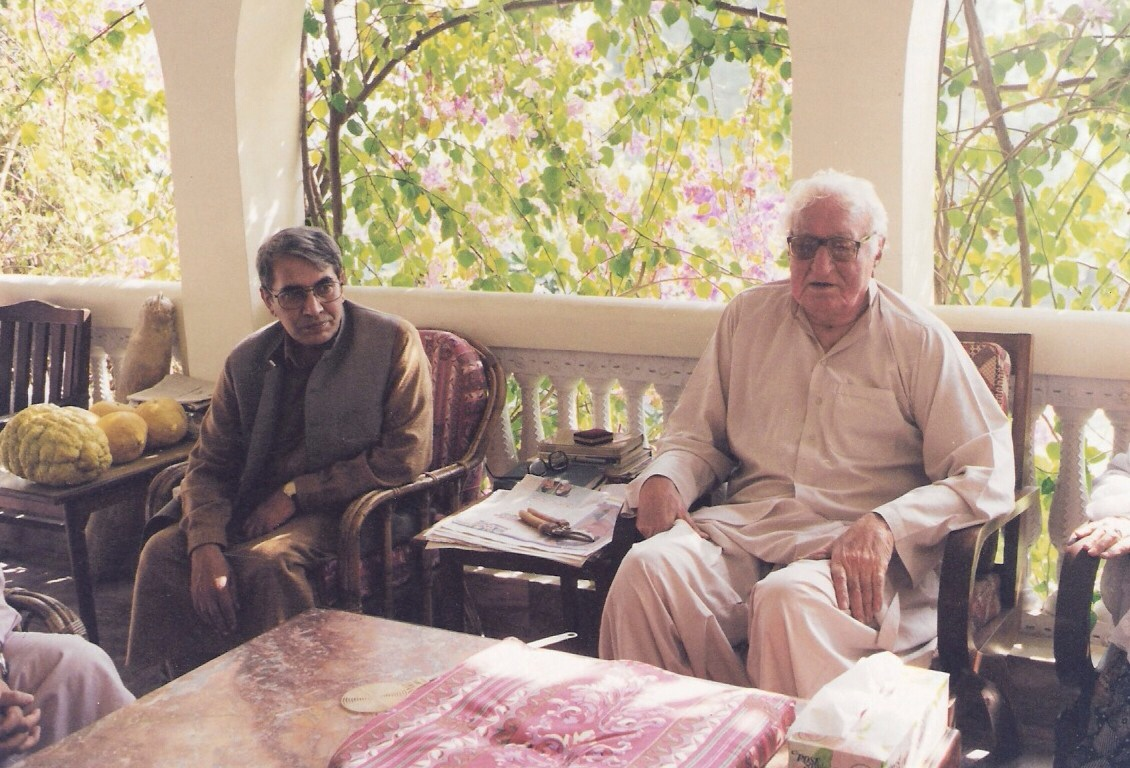
Abdul Wali Khan mit Kabir Stori

Khan Abdul Wali Khan (* 11. Januar 1917 in Charsadda; † 26. Januar 2006 in Islamabad) war ein pakistanischer Politiker und Führer der Awami National Party (ANP). Er war der Sohn von Badshah Khan.

## Leben
Seine Schulzeit verbrachte er an der Azad Islamia. Er war der erste Kursteilnehmer der Schule und wurde im Jahr 1922 in der Schule zugelassen. 1933 studierte er in Cambridge, musste allerdings aufgrund von Augenproblemen das Studium abbrechen. Bereits 1942 begann er politisch aktiv zu werden, er wurde deshalb 1943 inhaftiert und kurze Zeit später wieder freigelassen. Wali Khan wurde 1947 Mitglied des indischen Kongressausschusses. Er war der Sekretär der Nordwestprovinz (NWFP), für deren Umbenennung in Pakhtunkhwa er sich einsetzte. Er wurde am 15. Juni 1948 erneut verhaftet und ins Gefängnis gebracht und war danach fünf Jahre inhaftiert. Wali Khan wurde 1968 zum Präsidenten der National Awami Party (NAP) gewählt und kurz darauf erneut verhaftet. 1969 wurde er wieder befreit. 1970 wurde er Mitglied der nationalen und provinziellen Versammlung. Nachdem er vier Mordversuchen entging, wurde er 1975 abermals verhaftet und seine Partei NAP verboten. Ferner wurde er der Ermordung von Hayat Sherpao beschuldigt. Wali Khan wurde im Dezember 1977 wieder aus dem Gefängnis entlassen. Bis 1991 war Khan politisch aktiv und Präsident der Awami National Party. Später bis zu seinem Tod war er Mentor seiner Partei.